# Нанопути
Нанопутите (на английски: nanoputians, nanoput; от „нано-“ и „(лили)пути“) са органични съединения, чиито структурни формули наподобяват човешки фигури. Първите антропоморфни формули, наречени нанопути, са създадени от Джеймс Тюр от Университет Райс за обучение на студенти. Описан е синтезът на няколко молекули от такъв род, синтезиран ред от антропоморфни молекули, в това число димери и полимери. Обикновеният нанопут е нанопутиан. Има още наноатлет, нанопилигрим, нанобарета, наноприслужник, наномонарх, нанотексасец, наноучител, нанопекар и наноготвач.